# Associazione Calcio Carpi 1992-1993
Questa pagina raccoglie le informazioni riguardanti l'Associazione Calcio Carpi nelle competizioni ufficiali della stagione 1992-1993.

## Stagione
Nella stagione 1992-93 il Carpi ha disputato il girone A del campionato di Serie C1, con 22 punti in classifica si è piazzato in diciassettesima posizione, retrocesso con Siena ed Arezzo in Serie C2, è stato poi riammesso con il Siena in Serie C1 in sostituzione di Ternana e Taranto escluse per inadempienze finanziarie, il torneo è stato vinto con 45 punti dal Ravenna davanti al Vicenza con 43 punti, entrambe promosse in Serie B. Il post-Tomeazzi a Carpi è stata una delusione, l'allenatore Giorgio Ciaschini, ex portiere non si è dimostrato all'altezza, poi farà bene diventando secondo di Carlo Ancelotti a Reggio, a Parma, alla Juve ed al Milan. Si parte vincendo a Leffe, ma è solo una chimera. A cavallo della sosta invernale i biancorossi inanellano quattro sconfitte di fila, il ds Gianni Rosati cede Stefano Protti all'Empoli, al suo posto arriva Gaetano Calvaresi, in difesa arriva il libero Angelo Carpineta. A metà aprile l'Arezzo fallisce e viene estromesso dal torneo, per il Carpi è il colpo di grazia, perde i quattro punti fatti con i toscani e crolla ad Alessandria (3-0), salta l'allenatore Giorgio Ciaschini, al suo posto Domenico "Ciplito" Fornaciari, cambia poco, il Carpi chiude all'ultimo posto con 22 punti il campionato, ma per fortuna con i conti societari in regola. Altre società non lo sono e vengono escluse dagli organici, il ripescaggio del Carpi in Serie C1 cancella così la retrocessione. Stagione certo tribolata quella carpigiana, ma tutto sommato finita bene.

## Rosa
| N. |                       | Ruolo | Calciatore             |
| -- | --------------------- | ----- | ---------------------- |
|    | Italia (bandiera)     | A     | Fabio Aselli           |
|    | Italia (bandiera)     | C     | Andrea Barbi           |
|    | Italia (bandiera)     | A     | Alessandro Bertoni     |
|    | Italia (bandiera)     | C     | Simone Boron           |
|    | Italia (bandiera)     | C     | Massimiliano Buonocore |
|    | Italia (bandiera)     | A     | Gaetano Calvaresi      |
|    | Italia (bandiera)     | D     | Angelo Carpineta       |
|    | Italia (bandiera)     | C     | Silvio Casonato        |
|    | San Marino (bandiera) | D     | Roberto Cevoli         |
|    | Italia (bandiera)     | D     | Stefano Cognini        |
|    | Italia (bandiera)     | D     | Roberto Corradi        |
|    | Italia (bandiera)     | A     | Vincenzo Corrente      |
|    | Italia (bandiera)     | C     | Alessandro Di Matteo   |

| N. |                   | Ruolo | Calciatore         |
| -- | ----------------- | ----- | ------------------ |
|    | Italia (bandiera) | D     | Stefano Golinelli  |
|    | Italia (bandiera) | D     | Fabio Leonardi     |
|    | Italia (bandiera) | C     | Claudio Nannini    |
|    | Italia (bandiera) | D     | Leonardo Paciscopi |
|    | Italia (bandiera) | D     | Raffaello Papone   |
|    | Italia (bandiera) | P     | Mario Paradisi     |
|    | Italia (bandiera) | A     | Stefano Protti     |
|    | Italia (bandiera) | A     | Mario Rossini      |
|    | Italia (bandiera) | P     | Fabrizio Rovito    |
|    | Italia (bandiera) | C     | Umberto Tirelli    |
|    | Italia (bandiera) | A     | Enrico Turcheschi  |
|    | Italia (bandiera) | C     | Leandro Vessella   |
|    | Italia (bandiera) | C     | Stefano Zironi     |

## Risultati

### Campionato

#### Girone di andata
| Arbitro: | Pola (Rovereto) |

|  |           |               |
|  | Marcatori | 70’ Di Matteo |

| Arbitro: | Iannello (Voghera) |

|               |           |                    |
| S. Protti 28’ | Marcatori | 79’ (rig.) Fabiani |

| Arbitro: | Pisacreta (Salerno) |

|                           |           |                               |
| Rossini 43’ S. Protti 77’ | Marcatori | 26’, 73’ Porfido 31’ Lo Pinto |

| Arbitro: | Minotti (Frosinone) |

|                                       |           |  |
| Manari 29’ Romiti 50’ Minuti 77’, 87’ | Marcatori |  |

| Arbitro: | L. Branzoni (Pavia) |

|                                 |           |                   |
| Corrente 14’ S. Protti 35’, 81’ | Marcatori | 12’ F. Fermanelli |

| Arbitro: | De Prisco (Nocera Inferiore) |

|                            |           |  |
| Perrotti 39’ Spalletti 90’ | Marcatori |  |

| Arbitro: | Freddi (Sassari) |

|                     |           |                      |
| Civeriati 9’ (rig.) | Marcatori | 69’ (rig.) S. Protti |

| Arbitro: | Di Filippo (Chieti) |

|            |           |               |
| Panero 65’ | Marcatori | 68’ Di Matteo |

| Arbitro: | Contente (Salerno) |

|             |           |                           |
| Clementi 9’ | Marcatori | 36’, 43’ (rig.) Carpineta |

| Arbitro: | Giove (Bari) |

|                          |           |  |
| Rossini 1’ Carpineta 40’ | Marcatori |  |

| Palazzolo sull'Oglio 15 novembre 1992 11ª giornata | Palazzolo                | 0 – 0 | Carpi | Stadio Comunale\| Arbitro: \| Scarfò (Reggio Calabria) \| |
| Arbitro:                                           | Scarfò (Reggio Calabria) |       |       |                                                           |

| Arbitro: | Rizzo (Catania) |

|               |           |             |
| Calvaresi 69’ | Marcatori | 37’ Baldini |

| Arbitro: | Capraro (Cassino) |

|           |           |  |
| Curti 45’ | Marcatori |  |

| Arbitro: | Montesano (Napoli) |

|               |           |             |
| Di Matteo 43’ | Marcatori | 15’ Martini |

| Siena 13 dicembre 1992 15ª giornata | Siena               | 0 – 0 | Carpi | Stadio Artemio Franchi\| Arbitro: \| Strazzera (Trapani) \| |
| Arbitro:                            | Strazzera (Trapani) |       |       |                                                             |

| Carpi 20 dicembre 1992 16ª giornata | Carpi                     | 0 – 0 | Spezia | Stadio Sandro Cabassi\| Arbitro: \| D'Errico (Frattamaggiore) \| |
| Arbitro:                            | D'Errico (Frattamaggiore) |       |        |                                                                  |

| Arbitro: | Siciliano (Brindisi) |

|                                          |           |                          |
| Cappellini 14’, 53’ Mirabelli 61’ (rig.) | Marcatori | 30’ Carpineta 76’ Cevoli |

#### Girone di ritorno
| Arbitro: | Cicogna (San Donà di Piave) |

|               |           |                  |
| Calvaresi 79’ | Marcatori | 32’, 53’ Inzaghi |

| Arbitro: | Baudo (Torino) |

|                         |           |  |
| Romairone 45’, 75’, 87’ | Marcatori |  |

| Arbitro: | Daneluzzi (Latisana) |

|                          |           |  |
| Porfido 52’ Lo Pinto 86’ | Marcatori |  |

| Arbitro: | Cirotti (Roma) |

|                                  |           |  |
| Calvarese 40’, 63’ Di Matteo 89’ | Marcatori |  |

| Arbitro: | Pontani (Verona) |

|            |           |  |
| Spelta 12’ | Marcatori |  |

| Carpi 7 marzo 1993 23ª giornata | Carpi             | 0 – 0 | Empoli | Stadio Sandro Cabassi\| Arbitro: \| Bertocci (Genova) \| |
| Arbitro:                        | Bertocci (Genova) |       |        |                                                          |

| Arbitro: | Ruggiero (Nocera Inferiore) |

|  |           |                 |
|  | Marcatori | 88’ A. Briaschi |

| Arbitro: | Calabrese (Avezzano) |

|                      |           |  |
| U. Marino 82’ (rig.) | Marcatori |  |

| Arbitro: | Innocente (Udine) |

|                            |           |  |
| Vessella 76’ Calvarese 89’ | Marcatori |  |

| Arbitro: | Di Filippo (Chieti) |

|                                        |           |  |
| Zanuttig 13’ Banchelli 50’ Serioli 83’ | Marcatori |  |

| Arbitro: | Corda (Cagliari) |

|              |           |  |
| Calvarese 2’ | Marcatori |  |

| Arbitro: | Iannello (Voghera) |

|             |           |              |
| Baldini 77’ | Marcatori | 80’ Corrente |

| Arbitro: | Casaluci (Lecce) |

|  |           |             |
|  | Marcatori | 86’ Spatari |

| Arbitro: | Longo (Paola) |

|                |           |  |
| Pellegrino 48’ | Marcatori |  |

| Arbitro: | G. Bizzotto (Castelfranco Veneto) |

|                                       |           |                     |
| Carpineta 22’ (rig.), 33’, 76’ (rig.) | Marcatori | 1’, 28’, 73’ Lapini |

| Arbitro: | Fonisto (Napoli) |

|             |           |  |
| Faccini 84’ | Marcatori |  |

| Arbitro: | Baglioni (Firenze) |

|              |           |                |
| Casonato 16’ | Marcatori | 42’ Cappellini |

## Coppa Italia
| Arbitro: | Ferrarini (Parma) |

|  |           |                        |
|  | Marcatori | 61’ (aut.) U. Masolini |

| Arbitro: | Calvi (Milano) |

|                             |           |                 |
| Di Matteo 32’ S. Protti 86’ | Marcatori | 83’ U. Masolini |

| Arbitro: | Lana (Torino) |

|              |           |            |
| Corrente 29’ | Marcatori | 64’ Fiorio |

| Arbitro: | Capozzi (Vicenza) |

|                      |           |  |
| Francioso 11’ (rig.) | Marcatori |  |